# TV Agro
TV Agro es un canal de televisión por suscripción agropecuario colombiano, propiedad de los empresarios venezolanos Alberto Federico Ravell y Tobías Carrero Nácar y operado por Global Media.

## Historia
Inició sus transmisiones en 2007.

## Programación
Su programación está especializada en la agropecuaria y en la agricultura nacional e internacional.
Cuenta con su magazín informativo llamado TV Agro Noticias.